# Astragalus achundovii
Astragalus achundovii är en ärtväxtart som beskrevs av Boris Fedtjenko. Astragalus achundovii ingår i släktet vedlar, och familjen ärtväxter. Inga underarter finns listade i Catalogue of Life.